# Ma-15
La Ma-15 est une autoroute autonome appartenant aux Iles Baléares qui est destinée à relier Palma de Majorque à Manacor à l'est de l'île le long de la côte. 

En effet, elle permet de desservir toute la zone est de l'île afin de desservir toutes les stations balnéaires de la côte.